# Icoanele pe sticlă din Șcheii Brașovului

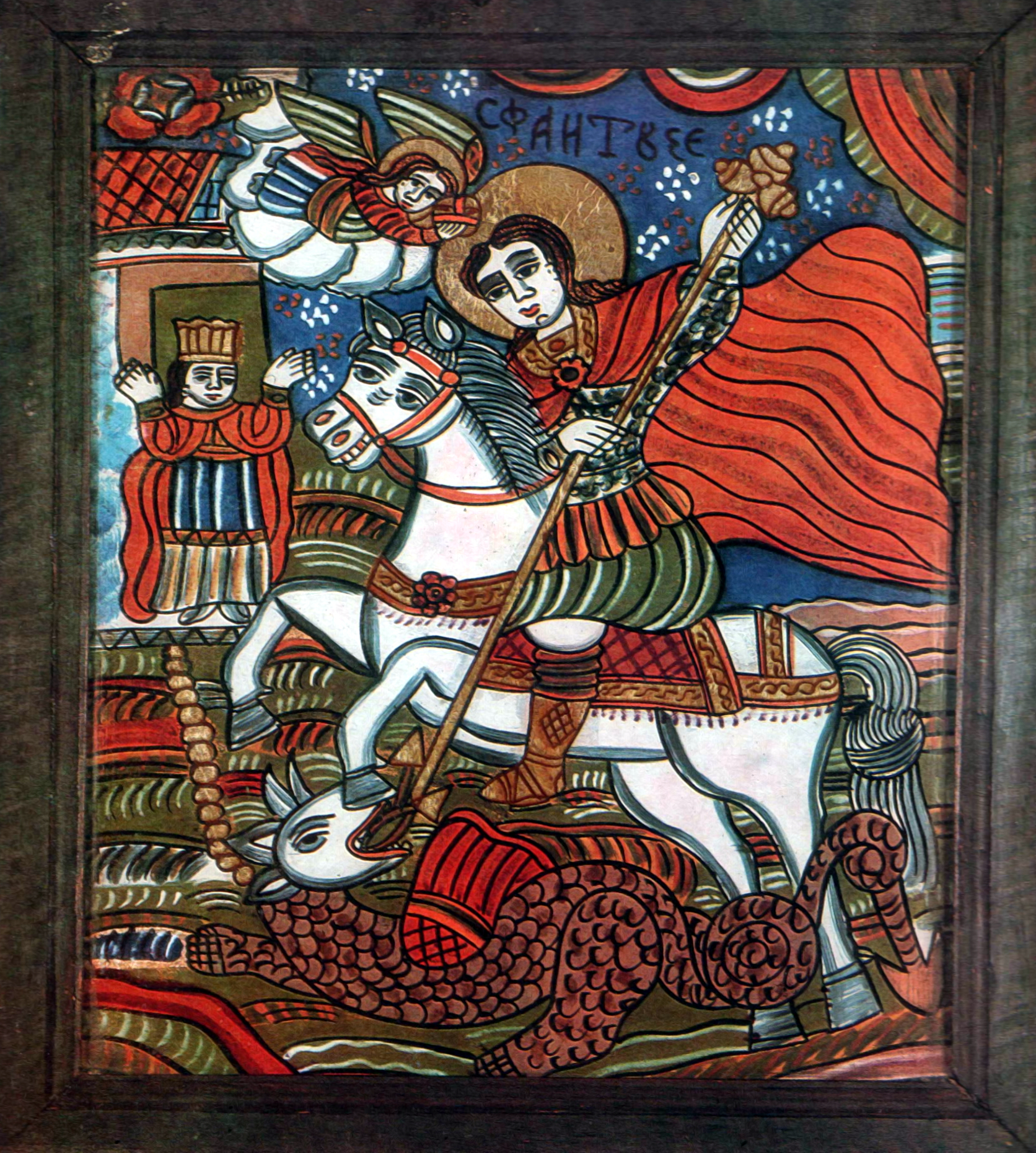
- Sfântul Gheorghe ***
Icoană anonimă pe sticlă, 54 x 48 cm, Colecția Jianu
atribuită Șcheilor Brașovului de Juliana Dancu, ~ 1900
.......................................Conturul negru și gros, este specific unui anumit meșter iconar din Șchei, numele lui rămânând anonim ca și a celorlalți zugravi din acest centru de producție. Datorită acestui contur, toate suprafețele care sunt diferit colorate, dau senzația că se află într-o armătură de vitraliu. Capul calului este văzut în același timp și din față și din profil, fapt care anticipează celebrele portrete, similare ca viziune, realizate de Pablo Picasso. Iconarul dorind să apropie coloritul cât mai mult de natură, nu a construit imaginea după legile proprii plasticii. Prin modul cum a umplut desenul cu culoare, nu a reușit decât să o dezorganizeze. Datorită distribuirii tuturor culorilor oriunde în cadrul compoziției, s-a creat o vibrație atât de puternică încât, doar albul calului și roșul draperiei mai pot fi ușor descifrabile.

Icoanele pe sticlă din Șcheii Brașovului sunt lucrări de pictură religioasă pe sticlă, executate de către meșteri iconari, de regulă, anonimi, care au apărut în această zonă a Transilvaniei ca urmare a unui proces de migrare a zugravilor originari din Nicula, județul Cluj, către sudul Ardealului. Aceștia și-au părăsit satul natal în perioada, stabilită de către cercetătorii domeniului, definită de sfârșitul secolului al XVIII-lea și de prima jumătate a secolului al XIX-lea, perioadă care este considerată în literatura de specialitate ca cea a apogeului în pictura pe sticlă din Transilvania, caracterizată în principal de supraproducție.
Chiar dacă și astăzi satul Nicula este un loc de pelerinaj al credincioșilor din toate provinciile României, afluxul iconarilor spre sudul Ardealului nu s-a menținut timp de două secole, ținând cont de data începutului. Fenomenul Icoanelor pe sticlă de la Nicula a presupus o specializare a mai multor familii din Nicula, fapt care a dus implicit la apariția concurenței. Ca urmare, unii iconari s-au mutat în sudul Transilvaniei, în căutarea unor zone de comerț încă neacoperite de comercianții niculeni. Șcheii Brașovului este una din zonele în care aceștia s-au așezat, ea fiind considerată ca o zonă de descălecare a lor. Au urmat după ea, satele dimprejurul Făgărașului și cele din Alba Iulia.

## Șcheii Brașovului
Șcheii Brașovului, colocvial Șchei, (Șa/ Defileu / Chei); în germană Belgerei, mai recent Obere Vorstadt, în maghiară Bolgárszeg (în traducere din maghiară "Bulgărimea"), este un cartier din municipiul Brașov, fost cartier românesc al Brașovului vechi. Această zonă a orașului, cu aspect mai mult rural, este constituită în special din case mici construite de-a lungul unor străzi înguste, cu grădini pe partea dinspre munți. Ansamblul urban cu acest nume este monument istoric, cu codul  BV-II-s-B-11296.
Șcheii Brașovului este o străveche așezare românească care a fost încă din secolul al XV-lea un focar al vieții spirituale și culturale din Ardeal. Totul era polarizat în jurul Bisericii „Sfântul Nicolae”, care a fost începută în 1495, pe un loc unde se afla înainte o veche bisericuță de lemn ridicată în 1392. Construirea edificiului din piatră a beneficiat de sprijinul lui Vlad-Vodă Călugărul, din 1518 de ajutorul lui Neagoe Basarab, din 1583 a lui Petru Cercel și din 1595 a lui Aron Vodă.

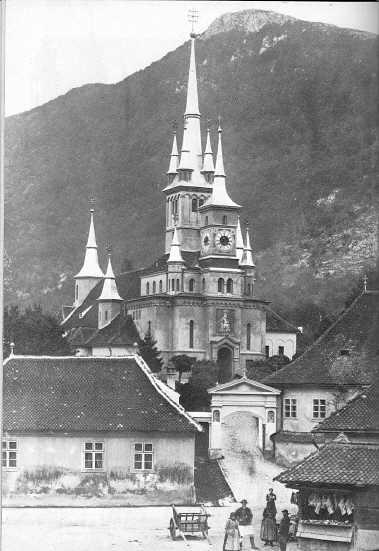
Biserica „Sfântul Nicolae” din Șcheii Brașovului în anul 1926

În secolul al XVI-lea s-a organizat în Șcheii Brașovului primele baze ale învățământului românesc din Transilvania, Acest lucru a fost posibil datorită unei voințe manifestată de către pătura înstărită a comunității de acolo. Parohul Bisericii Sfântul Nicolae din perioada 1716 - 1742, Radu Tempea, a scris o cronică a bisericii în care a amintit faptul că în secolul al XVI-lea, în Șchei existau preoți învățați care erau folosiți de conducerea cetății Brașovului în relațiile politice cu domnitorii români de peste munți. Astfel, există atestări documentare care precizează legăturile pe care Șcheii Brașovului le-a avut cu Moldova și Țara Românească nu numai pe tărâmul religios, ci și pe cel politic. În acest sens, preoțimea locului făcea parte din pătura intelectuală a cetății și ea își asuma rolul de mediator și de translator între Sfatul săsesc al Brașovului și curțile domnitorilor din Țara Românească și Moldova.
Cartierul românesc al Șcheilor Brașovului a avut importanța sa în relațiile politice dintre cetatea Brașovului și Țările Române. El era un centru înstărit care era protejat de către acestea, pentru că s-a considerat că avea o comunitate ortodoxă care avea importante interese comerciale, religioase și diplomatice.
În ceea ce privește implementarea meșteșugului iconarilor pe sticlă veniți aici din nordul Transilvaniei, într-un mediu social și economic cu totul nou, este important de precizat că aici exista o circulație semnificativă a zugravilor de icoane pe lemn, dar și de frescă, din Țara Românească. Mai toate operele acestora, că erau icoane pe lemn, că erau xilogravuri sau tipărituri religioase, toate au servit ca modele pentru icoanele pe sticlă care s-au făcut în acest puternic centru de spiritualitate românească. Deși toti acești artiști populari anonimi au venit de la Nicula cu niște concepții deja formate despre pictura pe sticlă, ei au trebuit să-și schimbe fundamental modul și maniera de lucru. Ei au adaptat ceea ce au deprins în locurile natale la noile condiții materiale pe care le-au găsit aici, totul fiind corelat și contextului de artă populară, atât de înfloritoare, caracteristică acestei zone etnografice.
Brașovul era unul dintre centrele comerciale cele mai importante ale sud-estului Transilvaniei. El ocupa o poziție strategică care permitea un trafic facil către sud, peste Carpați, în Țara Românească. Etnografa Juliana Fabritius-Dancu, a socotit că era explicabil că niculenii s-au oprit aici în căutarea unor debușeuri sigure pentru produsele pe care le fabricau. Ea a considerat că cei care s-au stabilit în Șcheii Brașovului, erau cei mai înzestrați meșteri iconari de la Nicula, pentru că devenind migranți, ei erau convinși că vor reuși cu meșteșugul lor în zone sociale cu totul noi ca spiritualitate și obiceiuri, chiar dacă era nevoie să se adreseze unor pături sociale cu pretenții mai mari decât erau ei obișnuiți.

## Iconarii din Șcheii Brașovului
Cea mai veche icoană pe sticlă din Brașov, care este datată și semnată, este un portret al Maicii Domnului Împărățită. Soții Dancu au constatat că icoana nu prezintă niciuna din caracteristicile icoanelor de la Nicula. Pe lucrare se vede o inscripție, în felul obișnuit al pictorilor de biserici care spune că „... Zugrăvitu-sau această sfântă icoană de Ioniță zugravu ot Brașov. Anul 1780 octo(mbrie) 10 zile”. Lucrarea  este una lirică, cu o linie plină de eleganță și grație, fapt care induce ideea că Ioniță zugravu era un pictor de icoane pe lemn și frescă. Juliana Dancu a fost de părere că această piesă este una unicat, datorită unei execuții pline de finețe, îngrijită. gama cromatică pare a fi una folosită de zugravii de pe Valea Sebeșului, datorită acordului dintre un roșu-sângeriu cu verdele-crud folosit pe un fond alb.
Producția de icoane pe sticlă din Șcheii Brașovului a fost una numeroasă și aria ei de răspândire fiind doar în sudul Transilvaniei. Producția nu a început înainte de secolul al XIX-lea. Din cercetările familiei etnografilor Dancu, s-a tras concluzia că primul niculean care s-a stabilit în Șchei a fost Ghimbă, fiul lui fiind cunoscut ca Ghimbășean Iconaru. Ultimul a avut o nepoată Elena care s-a căsătorit cu meșterul iconar Tabără. Cel din urmă încă mai lucra icoane în anul 1930.
Ghimbă a avut și un contemporan renumit în acea vreme, zugravul Dolfi, pomenit în documente ca Zainchi sau Adolf Zajonczik, care a murit în 1899. Dolfi, se pare că ar fi fost de origine slovacă sau cehă și și-a petrecut copilăria în familia unor români din Brașov. El a avut o fiică pe nume Elena, care s-a căsătorit cu Faur (n. 1875 - d. 1928). Elena era iconăriță și a lucrat și după decesul tatălui ei.
Cartea cu adrese a orașului Brașov atestează ca atare încă doi zugravi - Ioan Popp (n. 1847) și Ioan Trâmbițaș (n. 1886), iconari care ca și cei amintiți mai sus, nu și-au semnat niciodată lucrările pe care le-au făcut. Ca urmare, situația identificării unor iconari care să-și fi semnat lucrările, pentru a se putea stabili caracteristici individuale de compoziție și de elemente stilistice proprii, a fost sortită eșecului ca și în cazul icoanelor și iconarilor de la Nicula. Astfel nu se poate atribui nicio icoană vreunui iconar anume, chiar dacă numele lui este cunoscut din documentele de epocă și numărul icoanelor ce au ajuns în contemporaneitate este numeros. Cornel Irimie a amintit despre o icoană semnată și datată în 1867 de Toma Pascu cu tematica Sfântului Ilie.

## Elemente compoziționale specifice
Iconarii niculeni care s-au stabilit în Șcheii Brașovului s-au adaptat noilor cerințe ale locului. Cum statutul păturii medii al membrilor locuitorilor din zonă era unul mai ridicat și casele mult mai spațioase, comanditarii de icoane doreau lucrări cu dimensiuni mai mari și cu un decor mai viu și mai colorat. În acest sens, icoanele obișnuite producției din Șchei au o dimensiune între 35 x 30 cm și 58 x 45 cm, cele mai mari atingând în mod uzual 75 x 65 cm.
Perioada de vârf de producție a icoanelor din Șchei s-a desfășurat începând din a doua jumătate a secolului al XIX-lea și începutul secolului al XX-lea. Icoanele se realizau în mici ateliere care aveau de la doi până la cinci lucrători. Randamentul unui astfel de atelier era de circa 20 de icoane pe zi. Specificul producției de serie a dus la schematizarea desenului, un decorativism cromatic dus către extrem și o execuție mai puțin îngrijită. 
Materialele pe care le foloseau meșterii iconari erau de proveniență industrială, pigmenții în special, iar spre sfârșitul perioadei de apogeu s-au folosit culori de ulei. Inițial, sticla provenea din glăjăria Râșnovului, care dădea o sticlă verzuie. După un timp, sticla verde a fost înlocuită de sticla perfect plană de proveniență industrială.
Supradimensionarea lucrărilor s-a produs în detrimentul aspectului general al picturii pe sticlă. Astfel, figurile au devenit foarte mari, ele fiind aduse în prim-plan. De aceea compozițiile pe care iconarii le-au creat, sunt populate cu o sumedenie de personaje care sunt de cele mai multe ori îngrămădite în moduri inestetice. În egală măsură, nu numai numărul personajelor, sau proporția supradimensionată, cauzează o aglomerare a cadrului compozițional, ci și fondul a fost suprasaturat cu elemente decorative, care au fost plasate oriunde a rămas o suprafață, cât de mică, neocupată. Ca urmare, se vede cu ochiul liber acel horror vacui, acel imbroglio, care provoacă tumultul coloristic. Ca să corecteze această deficiență, meșterii iconari din Șcheii Brașovului, au apelat la desenul cu linii groase, negre, care organizează cumva haosul compozițional, conturând formele aproape brutal, dar ferm, similar pastișării armăturii de plumb a vitraliilor.
Efectul optic al icoanelor din Șchei este similar vitraliilor datorită unei explozii de vibrații cromatice. Toate culorile pe care le-au folosit, au aceeași intesitate, exprimându-se fiecare cu aceeași putere vizuală. Ca urmare, iconarii au repartizat culorile pe canavaua desenului ținând cont doar de criteriile decorative, prin delimitarea sufrafețelor, ei neurmărind să pună în valoare anumite elemente principale din concepția compozițională. Iconarii nu au mai respectat o perspectivă cromatică, așa cum aceasta este relevată de icoanele de la Nicula. Cromatica specifică Șcheiului nu cunoaște tonurile surdinizate, tonurile închise, astfel că în aceste lucrări nu se regăsește niciodată negrul sau albastrul de Prusia, culori care susțin sau fac să vibreze lumina. Cel mai adesea, cromatica nu se armonizează cu subiectul. Există în lucrările Șcheiului un exces de tonuri brutale ca roșu, albastru acid, portocaliu, galben, însoțite de auriu și/sau alb, care apar în tematica optimistă a Maicii Domnului cu pruncul Isus, dar și în lucrările dramatice ca Prohodul lui Isus.
Cromatica nu a fost folosită pentru a releva un conținut spiritual, care este practic înecat într-o beție cromatică ce dă unicitatea picturii din Șcheii Brașovului. Formatul mare al icoanelor, a fost împărțit în zeci de suprafețe mici ce sunt închise într-o rețea a desenului cu linii groase negre, similară celulelor folosite la armăturile metalice ale cloisonné-ului. De aceea, ele fiind colorate cu tonuri egale din perspectiva luminozității, cu egală intensitate, dau un efect pestriț, fapt care împiedică lizibilitatea devenită caleidoscopică.
Toate aceste caracteristici ce au fost duse la extrem, sunt specifice, cu precădere, ultimei etape a picturii pe sticlă din Șchei, adică sfârșitul secolului al XIX-lea și începutul secolului al XX-lea. Cu toate acestea, acest centru de producție are realizări artistice, care se remarcă printr-o agresivitate cromatică mai atenuată, în primul rând datorată subiectului tratat, care cere implicit suprafețe mai liniștite fără să fie disjunsă întru-totul de cromatica cea mai violentă care a fost întâlnită vreodată în pictura pe sticlă românească.
Icoanele din Șcheii Brașovului au de obicei rame late de 8 - 10 cm care incadrează întreaga agitație crromatică într-un chenar cafeniu închis. Ele sunt profilate pe latura exterioară cu două sau trei șanțuri. Dacă șanțurile nu sunt prezente, ele sunt perfect netede sau prezintă ornamente obținute prin trasarea de linii ondulate cu un piepten pe baițul proaspăt, asta pentru a simula fibrele lemnului sau a imita furnirul mobilierului Biedermaier care era foarte răspândit în acea epocă prin orașele din Transilvania.

## Tematica
Tematica lucrărilor din centrul de producție al Șcheilor Brașovului este restrâns cu predilecție la reprezentarea portretelor de sfinți. În plus de aceste motive, se mai întâlnește tematica Botezului și Nașterea Domnului, ultima fiind îmbogățită cu elemente de natură folclorică precum sunt cioban amestecând mămăliga într-un ceaun (detaliu îndrăgit de Elena Tabără, vezi declarația acesteia dată lui Ion Mușlea) sau cioban cântând din fluier, mergând în urma turmelor cu oi. În Plângerea lui Isus se poate vedea o abundență de personaje prin comparație cu icoanele pe sticlă de la Nicula, dar și o mai mică expresivitate ce apare din cauza unei cromatici neadecvate. Tematica Cinei cea de taină este foarte rară în acest centru, dar motivul Maica Domnului este foarte frecvent sub o formă destul de neobișnuită a unei mame care își alăptează pruncul, bogat ornamentată într-un maforion roșu și o coroană purtată de îngeri. Caracterist Șcheilor, este faptul că Maica Domnului are atârnată de gât o salbă din bani de aur similară cu cea pe care o purtau țărăncile mai înstărite din Țara Românească.
În icoanele din Șchei s-a constatat o pătrundere semnificativă a elementelor narativ-folclorice privind o xilogravură cunoscută din anul 1700 unde apare, într-un cerc, crearea Evei din coasta lui Adam, ambii plasați în partea stângă, și arhanghelul cu spada, în partea dreaptă. În colțurile de jos ale icoanei, meșterul iconar a imaginat urmările păcatului originar - Adam într-o postură paradisiacă arând, în alte scene similare săpând, în timp ce Eva, goală, toarce lâna primelor veșminte. Între cercurile dispuse concentric, iconarul a înscris medalioane cu chipurile zilelor săptămânii. Este simplu de înțeles de ce în grupul protectorilor vieții și muncii țărănești, Sfântul Ilie ocupă unul dintre cele mai importante locuri în producția din Șchei, la fel și în Țara Oltului. Așa zisa contribuție a acestui protector la cultivarea cerealelor fiind una de primă importanță în câmpiile fertile din Țara Oltului și Țara Bârsei.

## Arealul de răspândire
Icoanele din centrul de producție din Brașov s-au răspândit într-un număr foarte mare pe arealul văii Oltului, prin ținutul Făgărașului și până în Sibiu, în toate satele din Mărginimea Sibiului, limita geografică fiind la Jina și Poiana. Dincolo de aceste două ultime sate, aflate la așa zisă cumpănă a apelor, în Valea Frumoasei, icoanele dominante au fost cele din centrul de producție a iconarilor din Laz. În perioada anilor 1959 - 1960, Muzeul Brukenthal din Sibiu a făcut unele cercetări care au avut ca rezultat definirea unor sate care erau specializate în colportarea ioanelor produse în Șcheii Brașovului, de exemplu satul Vlădeni din apropierea Brașovului, și Țânțari din zona Făgărașului. Acești comercianți au fost foarte activi, în opinia Julianei Dancu, deoarece, așa cum a afirmat ea, la mijlocul secolului al XX-lea mai toate casele din Țara Făgărașului, Țara Oltului și Mărginimea Sibiului aveau cel puțin două-trei icoane pe sticlă pictate în Șchei.